# Le Tigre rouge
Pour plus de détails, voir Fiche technique et Distribution.
Le Tigre rouge (Karaté Tiger, ou No Retreat, No Surrender aux États-Unis) est un film américain réalisé par Corey Yuen et sorti en 1985.
C'est ce film qui a fait connaître Jean-Claude Van Damme, avec une apparition d'à peine dix minutes dans celui-ci.

## Synopsis
Jason est un jeune karatéka qui s'entraîne dans le dojo de son père, à Los Angeles. Un soir, après l'entraînement, le père de Jason reçoit la visite de mafieux qui veulent l'engager dans une organisation criminelle. Comme il refuse de céder, le chef des criminels le force à se battre contre ses deux hommes de main et l'un d'eux, Ivan, lui brise la jambe, le laissant handicapé à vie.
Le père de Jason décide alors d'emmener sa famille à Seattle et d'y ouvrir un bar, abandonnant définitivement le karaté. Mais Jason continue de s'entraîner, ce qui agace son père qui, de colère, met à sac la salle d'entraînement de son fils. Désemparé, Jason demande à son idole, Bruce Lee, dont le portrait est affiché dans la pièce, de lui venir en aide. 
Peu après, pendant la nuit, le fantôme de Bruce Lee lui rend visite et commence à l'entraîner au jeet kune do. À force de courage et de volonté, de pratiquant moyen, Jason devient rapidement un combattant hors pair.
Bientôt, il aura l'occasion de venger son père lorsqu'Ivan, à la demande de son patron, vient à Seattle défier les combattants des dojos locaux...

## Fiche technique
- Titre original : No Retreat, No Surrender
- Titre français : Le Tigre rouge, Karaté tiger
- Titre québécois : Vaincre ou Mourir
- Titre européen : Karate Tiger
- Réalisation : Corey Yuen
- Scénario : Corey Yuen, Keith W. Strandberg et Sheldon Lettich
- Directeur de la photographie : David Golia et John Huneck
- Montage : James Melkonia
- Musique : Paul Gilreath
- Production : Sheldon Lettich ; Ng See-Yuen, Corey Yuen
- Sociétés de production : New World Pictures, Balcor Film Investors, Seasonal Film Corporation
- Distribution : New World Pictures
- Langue : Anglais
- Pays de production :  États-Unis
- Budget :  250 000 $
- Genre : Action, drame
- Format: Couleurs - 1,85:1 - Ultra Stéréo - 35 mm
- Durée : 85 minutes
- Dates de sortie en salles :
  - Italie : 20 octobre 1985 (MIFED)
  - États-Unis : 2 mai 1986
  - France : 11 mai 1988[1]
- Certification : film tous publics

## Distribution
- Kurt McKinney : Jason
- Kim Tai Chung : le fantôme de Bruce Lee
- Jean-Claude Van Damme : Ivan le Rouge
- Kathie Sileno : Kelly Reilly
- Kent Lipham : Scott
- Ron Pohnel : Ian Reilly
- Dale Jacoby : Dean Ramsay
- Michele Krasnoo

## Suites
Corey Yuen réalise Karaté Tiger 2 (No Retreat, No Surrender 2), qui sort en 1987 avec Loren Avedon dans le rôle principal. Lucas Howe réalise No Retreat, No Surrender 3: Blood Brothers, toujours avec Loren Avedon, sort en vidéo en 1990.

## Autour du film
- C'est le film qui a fait connaître Jean-Claude Van Damme, avec une apparition d'à peine 10 minutes. Il réussit à imposer un magnétisme implacable et vole même la vedette à Kurt McKinney. C'est d'ailleurs Van Damme, seul, qui apparaît sur la jaquette du film alors qu'il joue le rôle du méchant.
- Kim Tai Chung, qui tient dans ce film le rôle de Bruce Lee, était aussi une des doublures de ce dernier dans Le Jeu de la mort (1978).
- Il aura fallu plus d'une vingtaine d'années afin que la bande son de la version mondiale (Europe, Asie, Australie, Nouvelle-Zélande...) soit disponible pour le grand public[2].
- Le combat final entre Jean-Claude Van Damme et Kurt McKinney a été chorégraphié par Corey Yuen, qui a aussi réalisé les chorégraphies de films avec Jet Li (L'Arme fatale 4, Roméo doit mourir, The One) ou Jason Statham (Le Transporteur, Le Transporteur 2, Le Transporteur 3).
- La scène finale où Van Damme enchaîne les combats est considérée par les fans de l'acteur comme l'une de ses plus belles prestations de combat malgré un moment où son personnage se sert d'une chaîne du ring pour immobiliser un adversaire à la gorge.